# Ургант, Нина Николаевна
Ни́на Никола́евна У́ргант (4 сентября 1929, Луга, Ленинградская область, СССР — 3 декабря 2021, Санкт-Петербург, Россия) — советская и российская актриса театра и кино; народная артистка РСФСР (1974),  лауреат Государственной премии СССР (1976).

## Биография
Родилась 4 сентября 1929 года в Луге Ленинградской области. Здесь, на юго-западе области, в то время проживало немало эстонцев; обрусевшим эстонцем был и её отец — Николай Андреевич Ургант, который женился на Марии Петровне — матери Нины. Об эстонском происхождении фамилии Ургант писали также издание «МК в Питере» (в статье 2006 года о сыне актрисы, актёре Андрее Урганте) и газета «Аргументы и факты».
В 1930-е годы семья советского офицера Николая Урганта ездила вместе с детьми (две дочери и два сына) по стране. В 1940 году Николай Ургант, ставший майором НКВД, получил назначение в латвийский город Даугавпилс, где семья встретила начало Великой Отечественной войны. Немецкие войска вошли в город уже через несколько дней; Николай Ургант ушёл на восток вместе с отступавшими советскими войсками, а семья осталась в оккупированном городе. Нина Ургант скрывалась во время облав и убегала от полицаев, чтобы не угнали в Германию. Их прятала в подвале дворничиха; при этом вся округа знала, что это — дети чекиста, но никто их не выдал.
После освобождения Даугавпилса Нина Ургант вернулась в школу. Участвовала в школьных концертах, читала стихи, играла на гитаре и пела песни военных лет, заслужив прозвище «Нинка-артистка». После окончания школы она, выдержав большой конкурс, поступила в Ленинградский театральный институт имени А. Н. Островского, где училась с 1948 по 1953 год (класс Татьяны Сойниковой и Владимира Честнокова).
По окончании института год прослужила в Академическом театре имени Ф. Волкова в Ярославле, где заняла место ведущей лирической героини.
C 1954 года — актриса Ленинградского театра имени Ленинского комсомола. Тем временем в «Ленкоме» выступала в главных ролях. На её счету в этом театре около 20 ролей: Галя Давыдова в спектакле «В добрый час» по Виктору Розову (1955), Лина в «Первой весне» Галины Николаевой и Станислава Радзинского (1956), Лушка в «Поднятой целине» по Михаилу Шолохову (1957), Нинка в «Проводах белых ночей» по Вере Пановой (1961), Клава в спектакле «Один год» по Юрию Герману (1961) и другие.
С 1962 года начала работать в Ленинградском академическом театре драмы имени А. С. Пушкина (Александринский театр). Сыграла более 30 ролей. Помимо Инкен Петерс в спектакле «Перед заходом солнца» по Герхарту Гауптману (1963), исполнила роли Мари-Октябрь во «Встрече» Жака Робера (1964), Вари в «Деле, которому ты служишь» Юрия Германа (1967), Раневской в «Вишнёвом саде» (1972), Ники в спектакле «Из записок Лопатина» по Константину Симонову (1975), Ксантиппы в «Беседах с Сократом» Эдварда Радзинского (1976), Лалетины в «Торможение в небесах» Владимира Голуба (1988), Гертруды в «Гамлете» (1992) и другие.
Первую большую роль в кино сыграла в 1962 году в мелодраме Игоря Таланкина «Вступление». За ней последовали роль Люси в фильме «Я родом из детства» (1966) и роль Анны Михайловны в фильме «Сыновья уходят в бой» (1969) Виктора Турова. Но наиболее известной стала роль медсестры Раи из фильма «Белорусский вокзал» (1970) режиссёра Андрея Смирнова.
В 2008 году сыграла свою последнюю роль в кино — Ошкинчиху в картине «Азиат».
С 2015 года являлась членом гильдии актёров кино России.
Болезнь и смерть
В июле 2014 года актриса сообщила, что страдает болезнью Паркинсона.
Скончалась 3 декабря 2021 года в Санкт-Петербурге на 92-м году жизни. 
Церемония прощания состоялась 8 декабря 2021 года в Александринском театре Санкт-Петербурга, где актриса служила последние годы. Похоронена на Комаровском кладбище в посёлке Комарово Курортного района города Санкт-Петербург. В 2024 году на могиле Нины Ургант появился памятник.

## Семья
Отец — Николай Андреевич Ургант, обрусевший эстонец, офицер НКВД. Мать — Мария Петровна Ургант (1902—1962).
В семье было четверо детей: Владимир, Нина, Герман и Галина.
Первый муж — Лев Милиндер (1930—2005), актёр, заслуженный артист РСФСР (1991); сын — Андрей Ургант (род. 1956), актёр; внук — Иван Ургант (род. 1978), телеведущий, актёр, певец, музыкант.
Второй муж — Геннадий Воропаев (1931—2001), актёр, заслуженный артист РСФСР (1991).
Третий муж — Кирилл Ласкари (1936—2009), артист балета, балетмейстер, заслуженный деятель искусств РФ (2002).

## Общественная позиция
В 2001 году Ургант подписала открытое письмо в защиту телеканала «НТВ».

## Фильмография
| Год       |   | Название                                 | Роль                                                           |
| --------- | - | ---------------------------------------- | -------------------------------------------------------------- |
| 1954      | ф | Укротительница тигров                    | Олечка Михайлова                                               |
| 1955      | ф | Двенадцатая ночь                         | служанка                                                       |
| 1957      | ф | Смерть Пазухина                          | Мавра Григорьевна, второбрачная жена Прокофия Иваныча Пазухина |
| 1957      | ф | Улица полна неожиданностей               | отдыхающая в Петергофском парке                                |
| 1958      | ф | Шли солдаты…                             | вдова                                                          |
| 1959      | ф | Шинель                                   | дама лёгкого поведения                                         |
| 1959      | ф | Живет на свете женщина (фильм-спектакль) | "Зоя Семёнова, работница прядильного цеха"                     |
| 1960      | ф | Осторожно, бабушка!                      | Александра                                                     |
| 1962      | ф | Вступление                               | мать Володи                                                    |
| 1963      | ф | Знакомьтесь, Балуев!                     | Дуся Балуева                                                   |
| 1963      | ф | Пока жив человек                         | Зинаида Ивановна Широкова                                      |
| 1964      | ф | Мать и мачеха                            | Катерина                                                       |
| 1964      | ф | Чайка (фильм-спектакль)                  | Маша                                                           |
| 1965      | ф | Знойный июль                             | Варвара                                                        |
| 1966      | ф | Дневные звёзды                           | женщина с гробом                                               |
| 1966      | ф | Я родом из детства                       | Люся                                                           |
| 1967      | ф | Возмездие                                | Сима Суворова                                                  |
| 1967      | ф | Война под крышами                        | Анна Михайловна                                                |
| 1968      | ф | Люди как реки…                           | Прасковья, почтальон                                           |
| 1969      | ф | Длинное, длинное дело…                   | Маша                                                           |
| 1969      | ф | Эти невинные забавы                      | мать Кости                                                     |
| 1969      | ф | Сыновья уходят в бой                     | Анна Михайловна                                                |
| 1969      | ф | Гладиатор                                | "Маша"                                                         |
| 1970      | ф | Белорусский вокзал                       | Рая                                                            |
| 1970      | ф | Волшебная сила                           | мама Вовы                                                      |
| 1971      | ф | Могила льва                              | Мария, любовница Веселова                                      |
| 1974      | ф | Мечтать и жить                           | мать Марии                                                     |
| 1974      | ф | Премия                                   | Миленина                                                       |
| 1974      | ф | Ясь и Янина                              | участница праздника в клубе                                    |
| 1975      | ф | На всю оставшуюся жизнь                  | тётя Таня                                                      |
| 1975      | с | Память                                   | учительница                                                    |
| 1976      | ф | Вы мне писали…                           | Нина Николаевна                                                |
| 1976      | ф | День семейного торжества                 | Дарья Степановна                                               |
| 1976      | ф | Длинное, длинное дело                    | Мария Ивановна Строганова, мать Кирилла                        |
| 1976      | ф | Дни хирурга Мишкина                      | Марина Васильевна, главврач                                    |
| 1976      | ф | Собственное мнение                       | Олимпиада                                                      |
| 1977      | ф | Открытая книга                           | мать Тани                                                      |
| 1978      | ф | Красавец-мужчина                         | Аполлинария                                                    |
| 1978      | ф | Мальчишки                                | тётя Дуся                                                      |
| 1979      | ф | Девять дней и вся жизнь                  | Сама себя, озвучка                                             |
| 1989      | ф | Семейный круг                            | Медведева                                                      |
| 1981      | ф | Девушка и Гранд                          | мама Марины                                                    |
| 1981      | ф | Танкодром                                | Маргарита Андреевна                                            |
| 1982      | ф | Вот опять окно…                          | Анна Кирилловна                                                |
| 1982      | ф | Солнечный ветер                          | Любовь Васильевна                                              |
| 1984      | ф | Время отдыха с субботы до понедельника   | пассажирка теплохода                                           |
| 1984      | ф | Лучшие годы                              | тётя Вика                                                      |
| 1985      | ф | Воскресный папа                          | Нина Сергеева                                                  |
| 1985      | ф | Подружка моя                             | Нина Юрьевна, мать Кости                                       |
| 1986      | ф | Потерпевшие претензий не имеют           | Екатерина Васильевна                                           |
| 1987      | ф | Запомните меня такой                     | Жукова, алкоголичка                                            |
| 1987      | ф | Сказка про влюблённого маляра            | слепая королева                                                |
| 1988      | ф | Будни и праздники Серафимы Глюкиной      | Мария Григорьевна                                              |
| 1992      | ф | Барабаниада                              | Имя персонажа не указано                                       |
| 2002—2009 | с | Разведённые мосты                        | Зинаида Николаевна                                             |
| 2004      | ф | Улицы разбитых фонарей-6                 | Елена Петровна                                                 |
| 2004      | с | Я тебя люблю                             | Мария Львовна                                                  |
| 2006      | ф | Русские деньги                           | Анфиса Тихоновна                                               |
| 2008      | ф | Азиат                                    | Ошкинчиха                                                      |

## Награды
Государственные награды:
- 1960 — Заслуженная артистка РСФСР[19];
- 1971 — орден «Знак Почёта»;
- 1974 — Народная артистка РСФСР[20];
- 1976 — Государственная премия СССР — за роль Дины Павловны Милениной в фильме «Премия»;
- 1982 — Почётная грамота Президиума Верховного совета РСФСР — за многолетнюю плодотворную творческую работу в Ленинградском государственном академическом театре драмы имени А. С. Пушкина[21];
- 1999 — орден «За заслуги перед Отечеством» IV степени[22];
- 2006 — орден «За заслуги перед Отечеством» III степени — к 250-летию Александринского (Российского академического театра драмы им. А. С. Пушкина)[23];
- 2016 — орден Почёта[24].

Другие награды, премии, поощрения и общественное признание:
- 1963 — Специальный приз Венецианского кинофестиваля за роль в картине «Вступление»;
- 1999 — орден Созидателя Петербурга (№ 8);
- 2001 — театральная премия «Золотой софит» (специальная премия) — за творческое долголетие и уникальный вклад в театральную культуру Санкт-Петербурга[25];
- 2010 — Гранд-премия «КиноВатсон»[26];
- 2013 — Приз им. А. Миронова «Фигаро» в номинации «За чудесное мгновение длиною в жизнь»[27];
- 2014 — театральная премия «Золотая маска» — за выдающийся вклад в развитие театрального искусства;
- 2021 — «Звезда Театрала» в номинации «Легенда сцены».

## Передачи о Нине Ургант
Творчеству и памяти актрисы посвящены документальные фильмы и телепередачи:
- 1974 — Нина Ургант. Фильм-портрет[28] (режиссёр Е. Струкова, ленинградское телевидение);
- 1999 — Ургант Нина. Петербург. Портреты;
- 2004 — Планета Нины Ургант (режиссёр Наталья Урвачева);
- 2005—2007 — «Как уходили кумиры» (режиссёры Дмитрий Кужаров, Михаил Роговой);
- 2009 — «Нина Ургант. „Быть достоверной“» («Культура»)[29];
- 2009 — «Нина Ургант. „Встречи на Моховой“» («Пятый канал»)[30];
- 2009 — «Нина Ургант. „Три кошки и двое мужчин“» («Первый канал»)[31];
- 2014 — «Нина Ургант. „Сказка для бабушки“» («ТВ Центр»)[32];
- 2020 — «Нина Ургант. „Раскрывая тайны звёзд“» («Москва 24»)[33].